# Paradoxe de Wigner
Le paradoxe de Wigner ou l'ami de Wigner (Wigner's friend) est une expérience de pensée en physique quantique théorique, proposée par le physicien Eugène Wigner en 1961. Le scénario implique une observation indirecte d'une mesure quantique : un observateur W observe un autre observateur F qui effectue une mesure quantique sur un système physique. Les deux observateurs formulent ensuite une déclaration sur l'état du système physique après la mesure selon les lois de la théorie quantique. Dans la plupart des interprétations de la théorie quantique, les déclarations des deux observateurs se contredisent. Selon les interprétations de Copenhague, de la mécanique quantique relationnelle et bayésienne quantique, l'état est défini uniquement par rapport à l'observateur : par rapport à l'ami, l'état est déterminé, alors que par rapport à Wigner, il est en superposition. Ceci reflète une incompatibilité apparente de deux lois en théorie quantique : l'évolution déterministe et continue dans le temps de l'état d'un système fermé et l'effondrement probabiliste et discontinu de l'état d'un système au moment de la mesure. L'ami de Wigner est donc directement lié au problème de la mesure en mécanique quantique avec son fameux paradoxe du chat de Schrödinger.

## Expérience de pensée
L'expérience de pensée propose qu'un ami de Wigner soit dans un laboratoire et effectue une mesure quantique sur un système physique (il peut s'agir d'un système de spin ou encore du chat de Schrödinger). Ce système est supposé être en superposition de deux états distincts, par exemple, l'état 0 et l'état 1 (ou mort et vivant, dans le cas du chat de Schrödinger). Lorsque l'ami de Wigner mesure le système sur cette base 0/1, selon la mécanique quantique, il obtient l'un des deux résultats possibles (0 ou 1) et le système s'effondre à l'état correspondant.
Maintenant, Wigner lui-même observe le scénario depuis l'extérieur du laboratoire, sachant donc qu'à l'intérieur, son ami effectue à un moment donné la mesure 0/1 sur le système physique. Selon la linéarité des équations de la mécanique quantique, Wigner assignera un état de superposition à l'ensemble du laboratoire (c'est-à-dire le système commun du système physique avec l'ami) : L'état de superposition du laboratoire est alors une combinaison linéaire de « le système est à l'état 0 / l'ami de Wigner a mesuré 0 » et « le système est à l'état 1 / l'ami de Wigner a mesuré 1 ».
Laissons maintenant Wigner demander à son ami ce qu'il a obtenu comme résultat de la mesure : Quelle que soit la réponse donnée par l'ami (0 ou 1), dans chaque cas, Wigner assignerait alors l'état « le système est à l'état 0 / l'ami de Wigner a mesuré 0 » ou « le système est à l'état 1 / l'ami de Wigner a mesuré 1 » au laboratoire. Ce n'est donc qu'au moment où il apprend le résultat de son ami que l'état de superposition du laboratoire s'effondre.
Cependant, à moins que Wigner ne soit considéré comme un « observateur privilégié », le point de vue de l'ami doit être considéré comme également valable, et c'est là qu'un paradoxe apparent entre en jeu : Du point de vue de l'ami, le résultat de la mesure a été déterminé bien avant que Wigner ne l'ait demandé, et l'état du système physique s'est déjà effondré. Quand exactement l'effondrement s'est-il produit ? Est-ce lorsque l'ami termine sa mesure, ou lorsque l'information de son résultat entre dans la conscience de Wigner ?

## Discussion

### Conscience et ami de Wigner
Eugène Wigner a conçu l'expérience de pensée pour illustrer sa conviction que la conscience est nécessaire au processus de mesure de la mécanique quantique (et donc que la conscience en général doit être une « réalité ultime » selon la philosophie Cogito ergo sum de Descartes) : « Tout ce que la mécanique quantique prétend fournir sont des connexions de probabilité entre les impressions subséquentes (aussi appelées "aperceptions") de la conscience ».
Par « impressions de la conscience », on entend ici la connaissance spécifique d'un système (mesuré), c'est-à-dire le résultat d'une observation. De cette façon, le contenu de sa conscience est précisément toute connaissance de son monde extérieur et les mesures sont définies comme les interactions qui créent les impressions dans notre conscience. Puisque la connaissance de toute fonction d'onde mécanique quantique est basée sur de telles impressions, la fonction d'onde d'un système physique est modifiée une fois que l'information sur le système entre dans notre conscience. Cette idée est connue sous le nom d'interprétation la « conscience provoque l'effondrement ».
Dans l'expérience de pensée de l'ami de Wigner, cette vue (celle de Wigner) se présente comme suit :
La conscience de l'ami est « marquée » par sa mesure du spin et il peut donc lui attribuer une fonction d'onde en fonction de la nature de son impression. Wigner, n'ayant pas accès à cette information, ne peut assigner que la fonction d'onde α ( | 0 ⟩ S x | 0 ⟩ F) + β (| 1 ⟩ S x | 1 ⟩ F) au système conjoint de spin et ami après interaction. Lorsqu'il interroge ensuite son ami sur le résultat de la mesure, la conscience de Wigner est « marquée » par la réponse de l'ami. En conséquence, Wigner pourra assigner une fonction d'onde au système de spin, c'est-à-dire qu'il lui assignera la fonction d'onde correspondant à la réponse de l'ami.
Jusqu'à présent, il n'y a pas d'incohérence dans la théorie de la mesure. Cependant, Wigner apprend ensuite (en posant de nouveau la question à son ami) que les pensées de son ami au sujet du résultat de la mesure avaient été dans son esprit bien avant que Wigner ne l'ait interrogé à leur sujet. Par conséquent, la fonction d'onde correcte pour le système articulaire de spin et d'ami juste après l'interaction doit avoir été soit : | 0 ⟩ S x | 0 ⟩ F, ou : | 1 ⟩ S x | 1⟩ F, et non leur combinaison linéaire. Il y a donc une contradiction.
Wigner conclu alors que « l'être avec une conscience doit avoir un rôle différent dans la mécanique quantique que l'appareil de mesure inanimé ». Si l'ami était remplacé par un appareil de mesure sans conscience, l'état de superposition décrirait correctement le système commun du spin et du dispositif. De plus, Wigner considère qu'un état de superposition pour un être humain est absurde. Cette vue nécessiterait que les équations de la mécanique quantique soient non linéaires. Wigner pense donc que les lois de la physique doivent être modifiées quand on permet à des êtres conscients d'être inclus.
Ce qui précède et d'autres remarques originales de Wigner au sujet de son ami figurent dans son article « Remarks on the Mind-Body Question », publié dans le livre The Scientist Speculates (1961), sous la direction de I. J. Good. L'article est reproduit dans le livre de Wigner intitulé Symmetries and Reflections (1967).

### Contre-argument
Un contre-argument est que la superposition de deux états conscients n'est pas paradoxale – tout comme il n'y a pas d'interaction entre les multiples états quantiques d'une particule, de sorte que les consciences superposées n'ont pas à être conscientes l'une de l'autre.
« L'état de la perception de l'observateur est considéré comme intriqué dans l'état du chat. L'état de perception « Je perçois un chat vivant » accompagne l'état « chat vivant » et l'état de perception « Je perçois un chat mort » accompagne l'état « chat mort ». [...] On suppose alors qu'un être sensible trouve toujours son état de perception dans l'un de ces deux états ; par conséquent, le chat est, dans le monde perçu, soit vivant, soit mort. [...] Je tiens à préciser qu'en l'état actuel des choses, c'est loin d'être une solution au paradoxe du chat. Car il n'y a rien dans le formalisme de la mécanique quantique qui exige qu'un état de conscience ne puisse pas impliquer la perception simultanée d'un chat vivant et d'un chat mort. » Roger Penrose

### Théories de l'effondrement objectif
Contrairement aux autres interprétations, les théories de l'effondrement objectif (en) prédisent que l'état quantique s'effondre lorsqu'un système superposé atteint un certain seuil de masse, de taille, de complexité, etc. de sorte qu'il est impossible pour le système ami de Wigner / photon d’atteindre un état d'intrication. Par conséquent, l'effondrement causé par Wigner devrait pouvoir être statistiquement réfuté en répétant l'expérience de vérification.